# Hestholmskjeret
Hestholmskjeret est une île dans le landskap Sunnhordland du comté de Vestland. Elle appartient administrativement à Øygarden.

## Géographie
Rocheuse et désertique, à fleur d'eau, elle s'étend sur environ 170 m de longueur pour une largeur approximative de 90 m.